# Exaltación de la Cruz (partido)
Exaltación de la Cruz (Partido de Exaltación de la Cruz) is een partido in de Argentijnse provincie Buenos Aires. Het bestuurlijke gebied telt 24.980 inwoners. Tussen 1991 en 2001 steeg het inwoneraantal met 41,56 %.

## Plaatsen in partido Exaltación de la Cruz
- Arroyo de La Cruz
- Capilla del Señor
- Carlos Lemee
- Chenaut
- Diego Gaynor
- El Remanso
- Etchegoyen
- Gobernador Andonaegui
- Los Cardales
- Parada La Lata - La Loma
- Parada Orlando
- Parada Robles
- Pavón